# Starościn (województwo opolskie)
Starościn (do 1945 r. Sterzendorf) – wieś w Polsce położona w województwie opolskim, w powiecie namysłowskim, w gminie Świerczów.
W latach 1975–1998 miejscowość położona była w województwie opolskim.
| SIMC    | Nazwa        | Rodzaj     |
| ------- | ------------ | ---------- |
| 0503876 | Górzyna      | przysiółek |
| 0503882 | Mała Kolonia | przysiółek |

## Zabytki
Do wojewódzkiego rejestru zabytków wpisane są:
- kapliczka przydrożna, z poł. XIX, wypisana z księgi rejestru
- zespół pałacowy, z XVII-XVIII-XX w.:
  - Pałac w Starościnie, wypisany z księgi rejestru. Do 1945 roku zamek należał do baronów Sauerma.
  - oficyna
  - park.